# Kiki
För andra betydelser, se Kiki (olika betydelser).
Kiki, egentligen Otto Moskovitz, född 7 oktober 1908 i Rumänien, död 5 januari 1985 i Göteborg, var en kortväxt rumänsk-svensk cirkusartist (clown) och skådespelare, känd under namnet Kiki.
Moskovitz spelade rollen som tomten i kortfilmen Tomten – en vintersaga (1941), som traditionellt visas i Sveriges Television under julhelgen.
Han arbetade stundtals också som hovmästare vid Restaurant Kometen i Göteborg.

## Filmografi i urval
- 1924 – La Galerie des Monstres
- 1933 – Cette vieille canaille
- 1941 – Tomten – en vintersaga
- 1943 – Elvira Madigan
- 1943 – Sjätte skottet
- 1947 – Skepp till Indialand
- 1949 – Stora Hoparegränd och himmelriket
- 1953 – Gycklarnas afton
- 1954 – The Golden Mistress
- 1980 – Sverige åt svenskarna